# The Situation Room
The Situation Room is een nieuwsprogramma van CNN gepresenteerd door Wolf Blitzer, en wordt uitgezonden vanuit de CNN studio in Washington. Voorloper van dit programma was Wolf Blitzer reports. Momenteel is The Situation Room te zien tussen 17:00 - 19:00 Eastern Standard Time. 
In het programma komt voornamelijk politiek nieuws aan bod. Bij groot breaking news wordt dit format echter opzij gezet. Tussen 2008 en 2010 was een gedeelte van de uitzending ook via CNN International te zien. Blitzer opende de show destijds met de zin: "To Our Viewers in the United States and Around the World: I'm Wolf Blitzer and You're in the Situation Room."
De start van The Situation Room werd door CNN als een experiment gezien. Voor het eerst stond de presentator en waren op een groot scherm meerdere beelden tegelijkertijd te zien. Het programma bestaat nog steeds, al is het flink doorontwikkeld en aangepast. Medio 2012 werd het programma geheel vernieuwd en uitgezonden vanuit de vernieuwde CNN studio in Washington. Tegenwoordig zit Blitzer veelal aan een tafel waarbij commentatoren reageren op politieke ontwikkelingen. 